# Метла-тало
Здание «Ме́тла» (фин. Metla-talo) — деревянное трёхэтажное каркасное здание в Йоэнсуу, построенное в 2004 году для Исследовательского института леса Финляндии (фин. Metsäntutkimuslaitos), в 2015 году вошедшего в состав Института природных ресурсов LUKE (фин. Luonnonvarakeskus). Помимо Института природных ресурсов Финляндии, в здании расположились также Европейский институт леса (англ. European Forest Institute), административный персонал Восточнофинляндского университета, Агентство безопасности продовольствия (Evira) и Налоговое управление Северной Карелии (фин. Verohallinto).

## Архитектурный конкурс
В 2002 году в конкурсе на строительство здания, в качестве особой цели которого было заявлено инновационное использование финской древесины, победило архитектурное бюро SARC, а главным архитектором стал Антти-Матти Сиикала. Основным материалом для здания должно было стать дерево, так как конструкция и архитектурный облик Института леса, для которого строилось это здание, призваны были зримо воплощать концепцию устойчивого развития и идею вторичного использования материалов: деревянное домостроение предполагает использование возобновляемых ресурсов, оно оказывает значительно меньшее воздействие на окружающую среду, чем, например, строительство из бетона. Выбор дерева в качестве строительного материала для каркаса и фасадов здания значительно снизил энергопотребление и использование невозобновляемых ресурсов по сравнению с аналогичными железобетонными конструкциями. В 2004 году, когда строительство было завершено, здание «Метла» стало первым в Финляндии многоэтажным каркасным офисным зданием из дерева.

## Особенности здания

### Форма и конструкция
Здание представляет собой разомкнутый, лишенный одного угла квадрат с атриумом и небольшим внешним двором, образуемом его торцами. Простая форма здания с плоской крышей подчеркивается глухими торцовыми стенами из фактурного бруса, который используется вторично: на нем хорошо заметны признаки прежнего использования — следы износа и соединительные пазы. Окна здания частично скрыты за поперечными панелями из еловых досок. Главный вход в здание — из внутреннего двора, вымощенного камнем. Одна из внутренних стен корпуса полностью выполнена из стекла: через неё видны цельные косые балки в фойе, собранные в группы по четыре и поддерживающие крышу здания. В стену фойе с огромной плоскостью остекления встроен малый конференц-зал под названием «Шишка» (фин. Käpy) — лишённая окон аудитория в виде перевёрнутой лодки, отделанная чёрным просмолённым лемехом. Архитектурный ритм этого аскетичного здания задается вертикальным и горизонтальным расположением деревянных стройматериалов (бруса, панелей, досок обшивки во внутреннем дворе).

### Материалы
В строительстве и дизайне интерьера здания «Метла» была использована древесина 24 видов деревьев, которые растут в Финляндии. Главной породой древесины в строительстве была ель, из неё построено около 80 процентов всего здания, стоящего на бетонном фундаменте. Всего на строительство было использовано около 2000 кубометров древесины, что примерно равно объёму леса, выросшего на 20 гектарах. Дерево использовалось также для наружной и внутренней облицовки, а также при изготовлении мебели. Особенностью являются торцовые стены здания, которые покрыты вертикально ориентированным столетним брусом — вторично используемым материалом из старых крестьянских домов, обладающим уникальной фактурой. Таким образом, здание сочетает в себе принципы современной архитектуры и традиционный для Финляндии опыт обработки древесины. Каркасные конструкции, колонны, перекрытия, балки и облицовочные плиты сделаны из клеёного елового бруса. Фасадные панели были изготовлены прямо на месте строительства из фанеры. Окна, предметы мебели и другие элементы внешнего облика и интерьера сделаны в основном из сосны, а двери покрыты березовым шпоном. Для стульев конференц-зала были использованы все растущие в Финляндии породы лиственных деревьев. Пол конференц-зала сделан из толстых еловых досок. Потолки фойе, комнаты отдыха, конференц-зала и сауны сделаны из сосновой рейки. Деревянные поверхности корпуса, фасадов и дополнительных конструкций открыты и лишены обшивки. Внешний и внутренний дворы вымощены местным севернокарельским гранитом, полы фойе отделаны серым декоративным «мыльным камнем» из-под Юуки.

## Информация о здании
- Затраты на строительство: 16 миллионов евро
- Общая площадь: 7600 квадратных метров (соответствует 50 частным домам площадью 150 м2)
- Рабочее пространство более чем для 200 сотрудников

## Награды
Здание получило несколько значимых премий национального уровня, среди них:
- Премия «Лучший реализованный проект строительства года» (2004)
- Премия «Деревянное строение года» (2005)
- Премия «Лучшее освещение года» (2005)[2]

Интерьер здания «Метла» запечатлен на финской почтовой марке 2011 года.

## Галерея

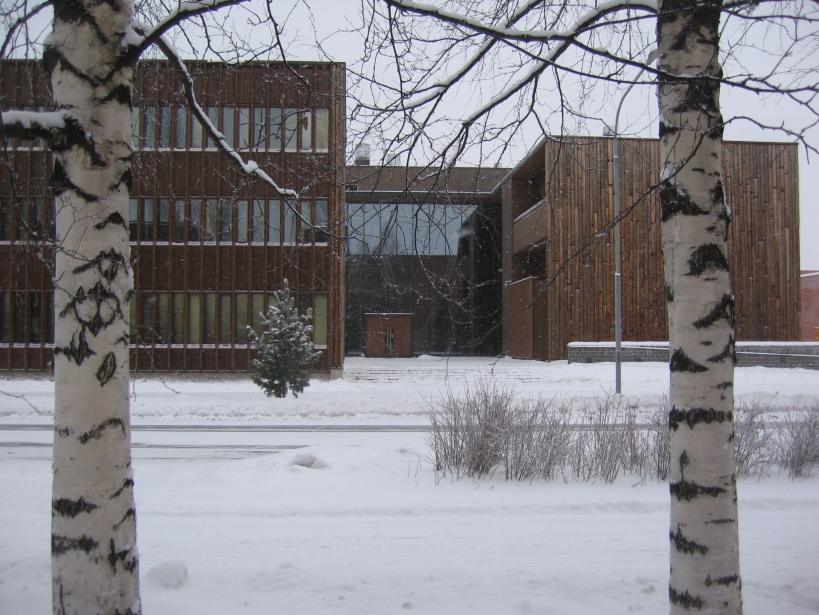
Здание «Метла» зимой
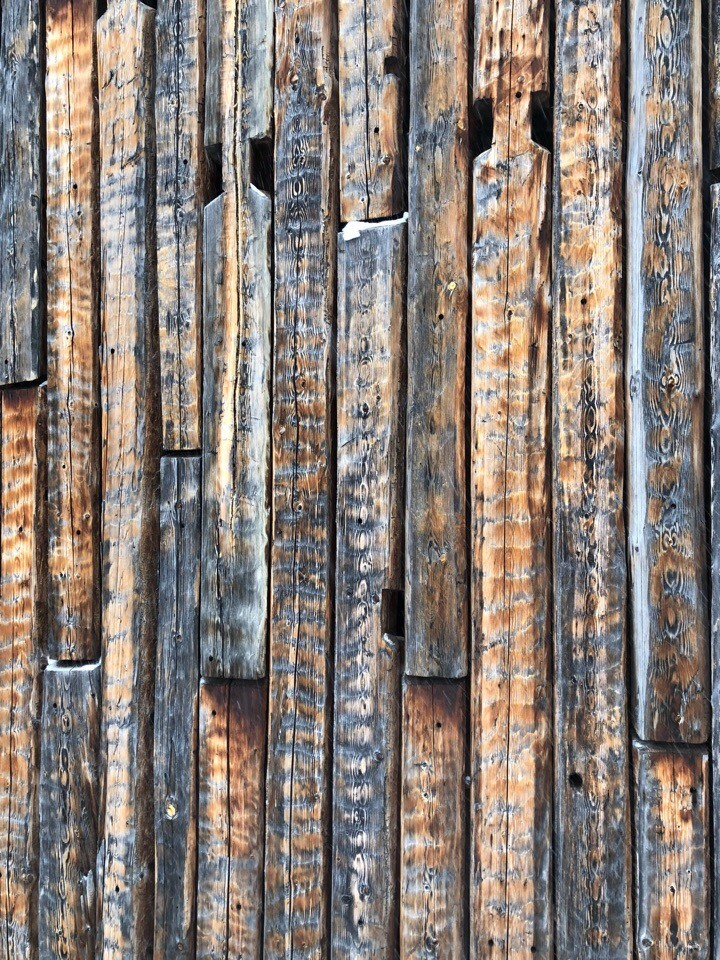
Фактурная торцовая стена здания из старого бруса